# Leo Siegfried Kopp
Leo Siegfried Kopp (Offenbach, Alemania, 14 de agosto de 1858 - La Esperanza, Colombia, 15 de septiembre de 1927) fue un diplomático honorario y empresario alemán, fundador de la compañía colombiana Bavaria S.A.

## Biografía

### Familia
Leo Siegfried Kopp Koppel nació en Offenbach, Alemania, el 14 de agosto de 1858  fue el noveno hijo de Leopold Kopp y Johanna Koppel. La familia decidió trasladarse en 1877 a Fráncfort del Meno en donde establecieron un negocio de ropa. En 1886 Leo decidió partir para Colombia junto a su hermano Emil. Una vez establecido en Bogotá, conoció a su futura esposa Mary Castello, hermana de Santiago y Carlos Arturo Castello, con quienes conformó la Sociedad Kopp y Castello.

### Carrera como diplomático
Junto a uno de sus hermanos, en Socorro (Santander), Leo Siegfried Kopp Koppel fundó una casa comercial y empresas que constituirían su capital primario, para que pudiera establecerse en Bogotá e iniciar otro tipo de negocios. Dicha casa comercial se convirtió en una importante empresa importadora y exportadora a destinos como Hamburgo y Bremen a finales del siglo XIX. Sus conexiones políticas y la posición alcanzada frente a otros comerciantes alemanes del oriente del país, le dieron la posibilidad de ser parte del cuerpo diplomático colombiano ante el Imperio Alemán durante este período: fue nombrado cónsul ad honorem mediante el Decreto 729 el día 8 de agosto de 1883 en la ciudad de Colonia.
El nombramiento de individuos con fines comerciales en el cuerpo diplomático en Colombia fue muy común a finales del siglo XIX e inicios del siglo XX. En la reforma realizada al servicio del Ministerio de Relaciones Exteriores según el Decreto 1017 en 1901, una de las funciones del Ministro era ser más eficaz en el trabajo activo, en favor de intereses políticos y comerciales del Cuerpo Diplomático y Consular de la Nación, por lo que una forma de lograrlo fue a través de la incorporación de comerciantes e industriales.
A pesar de su gran fortuna, Leo Siegfried Kopp Koppel siguió interesado en representar a Colombia ante Alemania, incluso en los años difíciles de la postguerra en Europa.  En 1926, el gobierno de Pedro Nel Ospina lo nombró cónsul ad-honorem en Wiesbaden, una ciudad que, por su posición geográfica, se encuentra cerca a otros centros industriales como Fráncfort.

### Carrera como empresario
El 4 de abril de 1889 adquirió un terreno en el barrio San Diego de Bogotá para construir una fábrica de cerveza. Al cabo de un año, la empresa cambió su razón social a Bavaria Kopp's Deutsche Bierbrauerei y en 1891 la empresa adoptó el águila como símbolo y lanzó al mercado sus primeros productos: Pilsener Bier, Salvatore Bier, Bock Bier, Doppel-Stout y Lager.
En la primera parte del siglo XX, Kopp también fundó Fenicia, una compañía dedicada al envase de sus bebidas. Con Bavaria y esta empresa, aumentó el volumen de obreros en la ciudad, lo que hizo que creara barrios para que los trabajadores vivieran allí y disciplinaran sus costumbres al nuevo ritmo de vida social de las industrias. Uno de ellos es La Perseverancia.
Don Leo Kopp, nombre con el que era reconocido en la ciudad, incrementó su fama al establecer La Perseverancia, un barrio residencial con agua potable y todos los servicios para los empleados de su fábrica, ubicado en las inmediaciones de la misma. En aquella época la bebida alcohólica más popular era la chicha, fermentada a partir de maíz. Para competir, en la publicidad de la cerveza se mostraba como un producto elaborado con tecnología alemana y con mayor higiene. Sin embargo, un factor que le restaba acogida era el alto precio, por lo que en 1910 con motivo del centenario de la independencia la empresa de Kopp lanzó al mercado la cerveza La Pola (en honor a Policarpa Salavarrieta), con un precio más bajo, la cual tuvo acogida en las todas las clases sociales. La palabra 'pola' se popularizó como un nombre genérico para denominar a la cerveza en el país. En 1913 Kopp ingresó a la Logia Masónica Propagadores de la Luz.

### Muerte
Leo Siegfried Kopp murió en su finca de La Esperanza el 15 de septiembre de 1927 y fue enterrado en el Cementerio Central de Bogotá. Su hijo Guillermo asumió la presidencia de la empresa.

### Legado
Su legado se mantiene en la fábrica Bavaria, los barrios que creó para sus trabajadores y una mansión en el centro de la ciudad, que alberga a  la Gran Logia de Colombia, una de las mayores sociedades masónicas del país. Igualmente, dentro de la reorganización del Ministerio de Relaciones Exteriores cuatro años después de la muerte de Kopp, se especificaba que a partir de entonces ningún cónsul renumerado o ad honorem podría ejercer actividades de importaciones o exportaciones.
En la actualidad la empresa fundada por Leo Kopp es la mayor cervecería de Colombia y la décima más grande del mundo. Cuenta con plantas productoras de cerveza en todo el país y otros negocios derivados. Su nómina de personal actualmente es de 4.100 empleados directos y 3.500 indirectos.

### Leo Kopp en la cultura popular

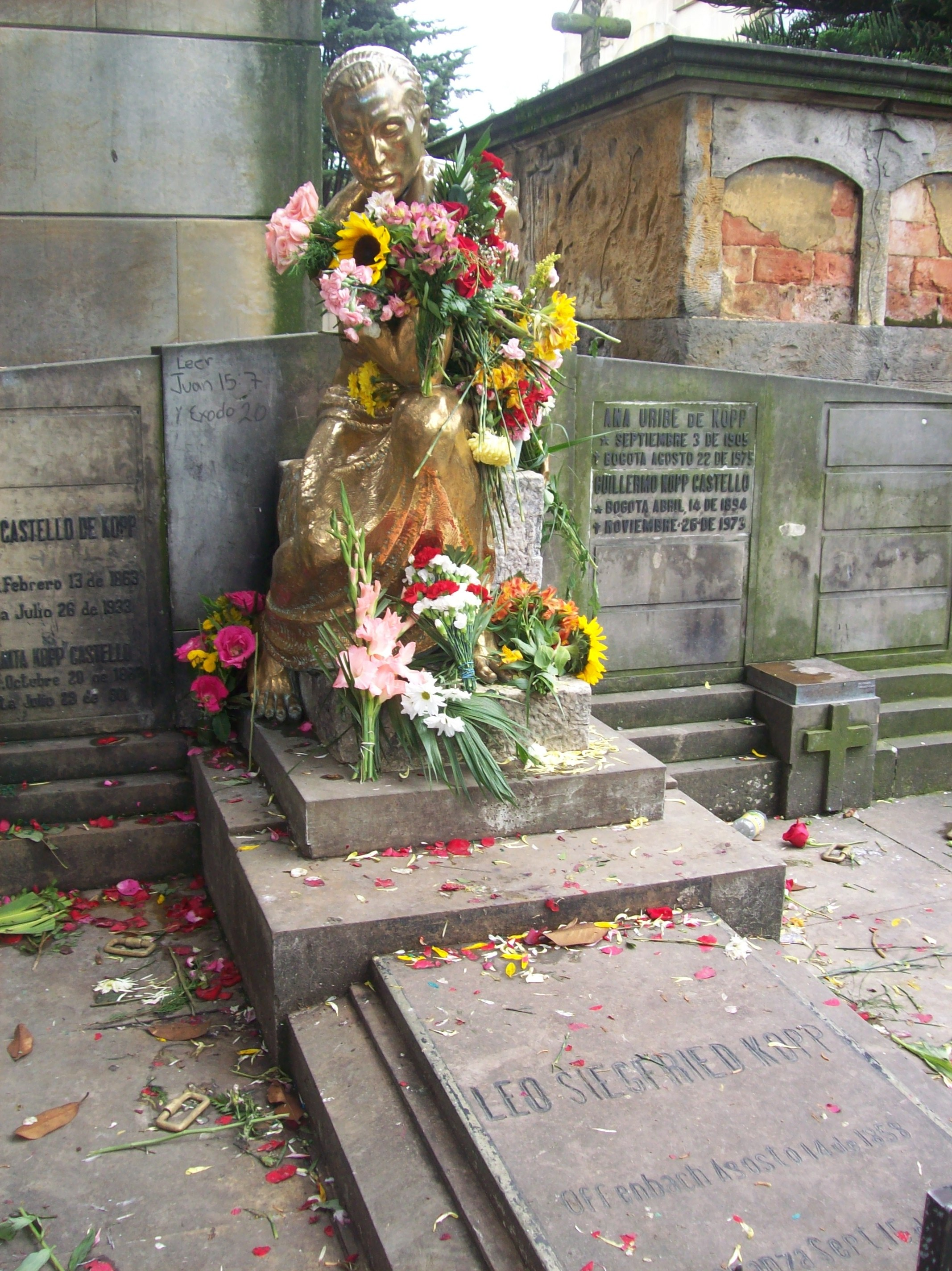
Tumba de Leo Kopp en el Cementerio Central de Bogotá.

Además de sus importantes aportes al crecimiento empresarial del país y de haber sido representante de Colombia ante el gobierno alemán, Leo Kopp también es protagonista de la cultura popular de Bogotá hoy en día, ya que era muy conocido por su generosidad y la gente acudía a él pidiendo su apoyo. Leo Kopp se aseguró, entre otras cosas, de que la población pobre tuviera agua potable disponible. Hizo construir pozos y tuberías de agua, y también construyó el barrio, La Perseverancia, para empleados y miembros de su cervecería. Por ello todavía hoy se le honra en Bogotá. Su tumba en el cementerio central de Bogotá ( Cementerio Central ) se encuentra una figura dorada de El pensador de Auguste Rodin recibe a la gran mayoría de visitantes todos los días, en medio de una metrópoli con ocho millones de habitantes e innumerables mausoleos que pertenecen a grandes poetas, expresidentes y políticos ilustres. Personas de todo el mundo y de todos los ámbitos de la vida se alinean frente a su tumba para recitar sus oraciones, que venden los vendedores ambulantes en la entrada del cementerio, y susurran sus deseos al oído de “Don Leo” pidiéndole favores y muchos lo consideran un santo, en 2020 se creó la 106 logia masónica "Leo Kopp Koppel" en honor de este.